# 누가바
누가바는 1974년부터 해태제과에서 생산하기 시작한 아이스크림이다. 초창기에는 '누가쵸코바'라는 이름으로 생산하였지만, 현재는 누가바라는 이름으로 생산되고 있다.

## 종류
- 누가바 초코
- 누가바 블랙
- 누가바 딸기
- 누가바 레몬치즈
- 누가바 마스카포네 딸기
- 누가콘

## 같이 보기
- 누크바